# 勒內·拉利克
勒內·拉利克（René Lalique、1860年4月6日—1945年5月1日）是一位法國珠寶商、獎章得主和玻璃設計師，以玻璃藝術、香水瓶、花瓶、珠寶、枝形吊燈、鐘錶和汽車引擎蓋裝飾物的創作而聞名。